# The Knickerbockers
The Knickerbockers var ett amerikanskt rockband bildat 1964 i Bergenfield, New Jersey. Namnet kommer från gatan Knickerbocker Road som låg i en grannort till deras hemstad. Gruppen bestod av Beau Charles (gitarr, sång), John Charles (basgitarr, sång), Buddy Randell (saxofon), och Jimmy Walker (trummor).
Gruppen var starkt influerad av The Beatles, och deras enda stora hit "Lies" som lanserades 1965 var inspirerad av Beatlesalbumet A Hard Day's Night. Även uppföljarsingeln "One Track Mind" gjorde dock visst avtryck på Billboardlistan och nådde #46. Gruppen fick inte fler hits, och gruppens album blev inga storsäljare. The Knickerbockers upplöstes 1971 i San Francisco. Gruppen har återbildats kort 1983 och 1990.

## Medlemmar
- Beau Charles – gitarr, sång (1962–1972, 1983, 1990)
- John Charles – basgitarr, sång (1962-1972, 1983, 1990)
- Skip Cherubino – trummor (1962–1963)
- Ned Brown – keyboard (1962)
- Peter Glitz - trummor (1963–1964)
- Buddy Randell – sång, saxofon, trummor (1964–1967, 1968–1970, 1990; död 1998)
- Jimmy Walker – trummor, sång (1964–1967, 1983, 1990; avliden 2021)
- Richie Walker – sång (1967–1970)
- Barry McCoy – keyboard (1967–1968)
- John Deleone – trummor (1967)
- Pete LoCasio – saxofon (1967)
- Ron Mercier – trummor (1967–1968)
- Ritchie Costanza – sång (1970–1972)
- Eric Swanson – trummor (1970–1972)

## Diskografi (urval)
Album
- 1965 – Jerk & Twine Time
- 1965 – Lies
- 1985 – Stick with Us	 Line
- 1994 – The Great Lost Album!
- 2010 – One Track Mind

Singlar
- 1964 – "All I Need is You" / "Bite Bite Barracuda"
- 1965 – "Jerktown" / "Room for One More"
- 1965 – "Lies" / "The Coming Generation"
- 1966 – "One Track Mind" / "I Must Be Doing Something Right"
- 1966 – "High on Love" / "Stick With Me"
- 1966 – "Chapel in the Fields" / "Just One Girl"
- 1966 – "Love is a Bird" / "Rumors, Gossip, Words Untrue"
- 1966 – "Please Don't Love Him" / "Can You Help Me"
- 1967 – "What Does That Make You?" / "Sweet Green Fields"
- 1967 – "Come and Get It" / "Wishful Thinking"
- 1967 – "I Can Do It Better" / "You'll Never Walk Alone"
- 1968 – "A Matter of Fact" / "They Ran For Their Lives"
- 1971 – "Happiness" / "Hope I See it In My Lifetime"
- 2006 – "Gotta Stop This Dreaming" / "I Want a Girl for Christmas"